# Canales de membrana
Los canales de membrana son una familia de proteínas de membrana que permiten el movimiento pasivo de iones (canales iónicos), agua (acuaporinas) u otros solutos para pasar pasivamente a través de la membrana siguiendo su gradiente electroquímico. Se estudian utilizando una variedad de técnicas matemáticas y experimentales de canalómica. Los conocimientos han sugerido los endocannabinoides (eCB) como moléculas que pueden regular la apertura de estos canales en diversas condiciones.

## Propiedades

### Hemicanales
Un hemicanal es un canal de membrana formado por seis subunidades. Un hemicanal se define como la mitad de un canal de unión gap. Los hemicanales consisten en conexinas.

### Panexina
Las panexinas intervienen en el proceso de señalización purinérgica. Liberan trifosfato de adenosina (ATP), que activa los receptores purinérgicos. Por otro lado, la activación del receptor purinérgico también puede conducir a la apertura del canal, a través de un circuito de retroalimentación positiva. Además, los receptores P2Y activan el trifosfato de inositol, lo que conduce a un aumento transitorio del calcio intracelular y abre los canales de conexina y panexina, lo que contribuye a la propagación de las ondas de calcio a través de los astrocitos y las células epiteliales.

## Otras lecturas
- Alberts B, Johnson A, Lewis J, Raff M, Roberts K, Walter P (2002). Molecular Biology of the Cell (4th edición). New York and London: Garland Science. ISBN 9780815332183. «See Glossary, under "membrane channels".»

- Datos: Q408619